# Sergej Georgievič Kara-Murza
Sergej Georgievič Kara-Murza (in russo Сергей Георгиевич Кара-Мурза?; Mosca, 23 gennaio 1939) è un chimico, storico, filosofo e sociologo russo.

## Biografia
Laureatosi in chimica presso l'università statale di Mosca nel 1961, dal 1966 al 1972 ha lavorato come chimico a Cuba. Nel 1988 è diventato professore.
Sergej Kara-Murza ha insegnato in Russia e Spagna ed è stato autore di numerose pubblicazione e studi accademici di storia, scienza e società. Fra i suoi lavori più celebri: Mind Manipulations e Soviet Civilization. Fra gli anni novanta e i duemila Sergej Kara-Murza ha scritto numerose opere politiche e filosofiche su eurocentrismo, globalizzazione e le rivoluzioni colorate. I suoi articoli erano frequenti su pubblicazioni di sinistra come Pravda, Zavtra e Sovetskaja Rossija.
Egli adotta un suo punto di vista contrario alla globalizzazione e al liberalismo ma respinge anche la tradizionale ideologia marxista. Ha criticato aspramente le riforme economiche russe degli anni novanta, mentre è a favore di una economia collettivista. Dopo aver sostenuto le politiche del presidente Putin, si è opposto alle rivoluzioni colorate. Il punto di vista di Sergej Kara-Murza è stato descritto come "conservatorismo di sinistra".
È parente di Vladimir A. Kara-Murza e di suo figlio Vladimir Vladimirovič Kara-Murza, oppositore di Putin.